# Kenan Çoygun
Kenan Çoygun (Bursa, 1924 - Ankara,13 de octubre de 2005)fue un militar del Ejército de Turquía que sirvió en Chipre entre los años 1962-1967 a cargo del TMT con el nombre clave de Kemal ÇOŞKUN

## Antecedentes militares
Nació en el seno de una familia cuyos orígenes era la región del Cáucaso de Daguestán, emigrada a Turquía luego de la revolución Bolchevique. Se graduó en la Academia Militar en el año 1942. 
Con e grado de mayor escribe el libro “Geografía Militar”, que será empleado en la enseñanza en dicha academia. 
En 1973, con el rango de general de brigada del Ejército de Turquía se retiró.

## Desempeño en Chipre
Con motivo de las tensiones intercomunales en Chipre, desde el año 1958 Turquía envía oficiales con el grado de Coronel o Teniente Coronel para liderar la organización de resistencia turcochipriota TMT. A dicha persona se la daba el nombre de Bayraktarlık. 
Sucediendo en el puesto a Şefik Karakurt, Kenan ÇOYGUN estuvo cargo de la organización entre agosto de 1962 y julio de 1967, período que incluyó a muchos enfrentamientos interétnicos. El principal fue la llamada Navidad Sangrienta, que se inicia el 21 de diciembre de 1963 cuando la violencia tuvo un incremento no visto anteriormente.
ÇOYGUN fue designado en 1962 como agregado administrativo de la embajada de Turquía en Nicosia. Sin embargo su tarea principal era la de desempeñarse como Bayraktar. [cita requerida]
Al llegar a la isla en 1963 es seguido por seis meses por personal de la EOKA. Posteriormente llega a Chipre su señora junto con un hijo pequeño, dejando otros dos en Turquía. Por cinco años no regresará a su país.[cita requerida]
El punto álgido de la lucha se da en diciembre de 1963 cuando se producen 133 muertos. Durante las primeras horas del 21, la policía grecochipriota exigió documentos de identidad de algunos turcochipriotas que regresaban a casa dentro de la parte histórica de la ciudad de Nicosia. [cita requerida]
Cuando la noticia del incidente se difundió, paramilitares turcochipriotas rápidamente salieron a las calles. Alrededor de las tres y veinte de la mañana se registraron disparos. Al amanecer, dos turcochipriotas fueron muertos y otros ocho, tanto griegos y turcos, fueron heridos.
Para hacer frente a tal situación, Kenan ÇOYGUN, por propia iniciativa, extrajo armamento de donde estaba escondido a lo largo de la isla.[cita requerida]
Parte de éste lo era en el regimiento turco estacionado en la isla (KTKA) que estaba rodeado por milicias grecochipriotas. Solicitó permiso para usar vehículos oficiales de la embajada para sacarlo. Ante la negativa del embajador, lo logró a través de amenazas.

## Retorno de Chipre
Pese a la solicitud de sus subordinados, luego de 5 años de actividad al frente del TMT, en 1967 regresó a Turquía vía Beirut con su señora y su hijo Gideon .
Desde 1967 a 1969 sirvió en İzmit como Jefe de Estado Mayor del 15.º Cuerpo turco.
En el año 1969 asciende al grado de general. Entre los años 1969 y 1972 trabajó en la guarnición de Siirt.
Se retiró en el año 1973 con el grado de General de Brigada.
Fotografía de Çoygun en página del TMT .